# Callovi
Az callovi a középső jura földtörténeti kor négy korszaka közül az utolsó volt, amely 166,1 ± 1,2 millió évvel ezelőtt (mya) kezdődött a bathi korszak után, és 163,5 ± 1,0 mya végződött a késő jura kor oxfordi korszakának kezdetekor.
Neve a dél-angliai Kellaway Bridge falucska nevének latinosított alakjából származik. Az elnevezést először Alcide d’Orbigny francia paleontológus használta 1852-ben.

## Határai
Kezdetét a Nemzetközi Rétegtani Bizottság meghatározása szerint a Kepplerites ammoniteszek megjelenése jelzi a korból származó kőzetrétegekben. Az utána következő oxfordi korszak a Brightia thuouxensis ammoniteszfaj megjelenésével kezdődik.

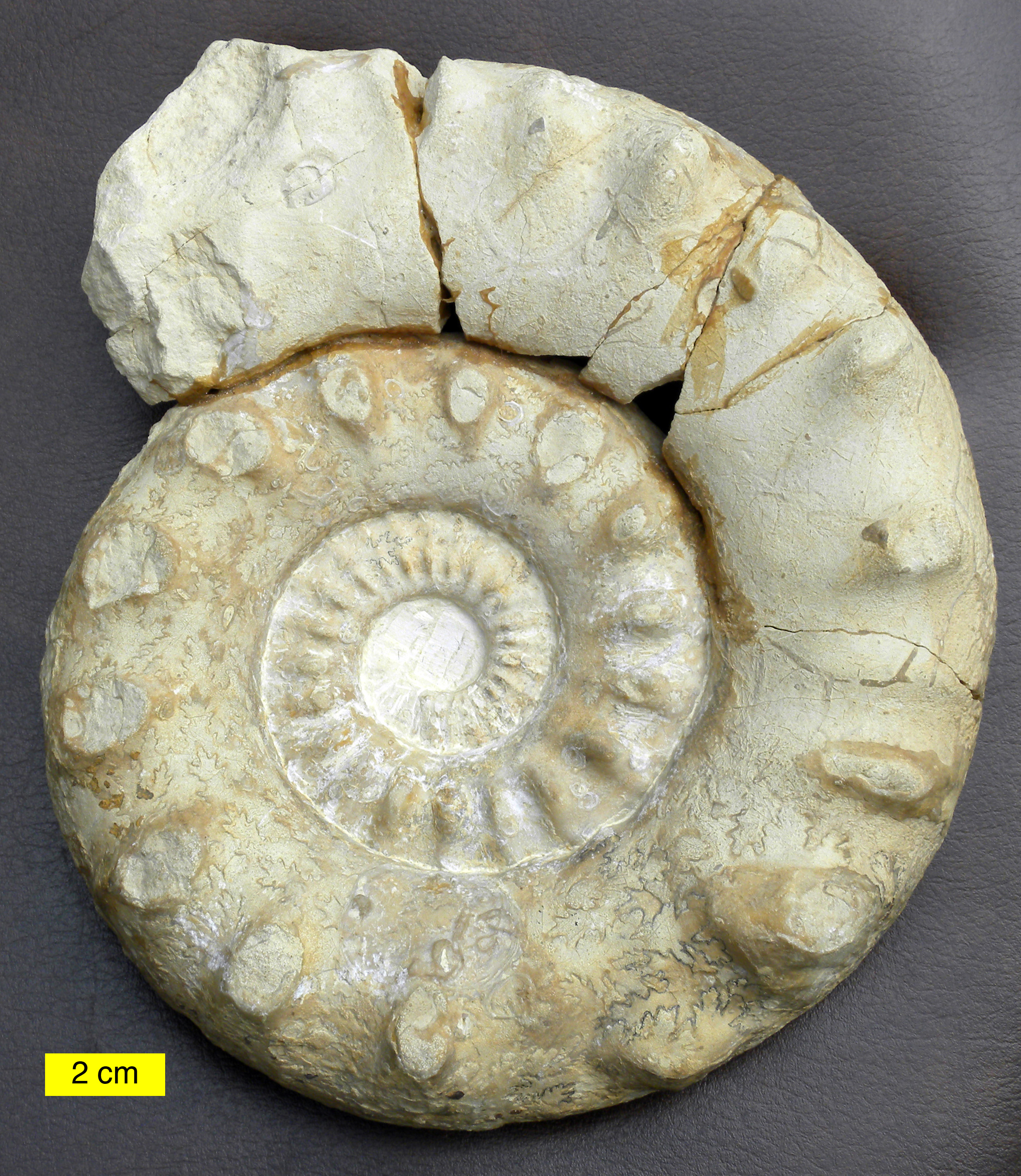
Peltoceras solidum Peltoceras solidum Israel.
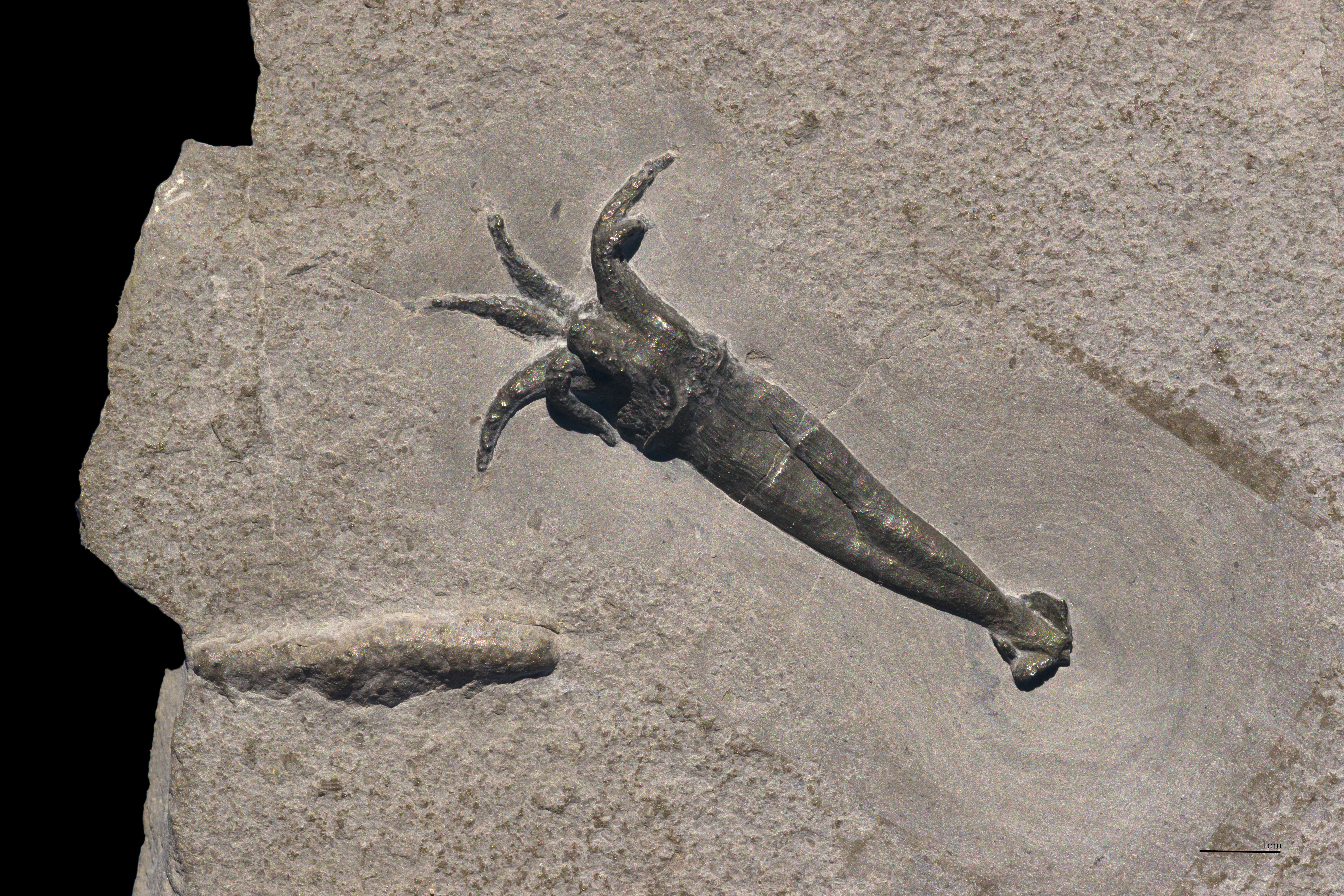
Rhomboteuthis lehmani  La Voulte-sur-Rhône,  France.